# Malvina Poulain
Pour les articles homonymes, voir Poulain (homonymie).
Malvina Poulain, née le 3 juin 1851 au Pré-en-Pail (Mayenne) et morte à Paris le 17 janvier 1921, est une institutrice et ambulancière pendant la Commune de Paris. Dans une biographie de Louise Michel écrite par Édith Thomas, elle est décrite comme la sous-maîtresse de Louise Michel, c'est-à-dire sa remplaçante et une surveillante.  
Elle participe également à la défense de Paris contre les Versaillais sur les barricades du fort d'Issy en compagnie de Louise Michel et de Victorine Eudes. 
Le 23 mai 1871, lors de la Semaine sanglante, elle défend la barricade de la place Blanche, dans le 9e arrondissement de Paris. Après la Commune, elle est arrêtée et emprisonnée à Versailles. 
Elle est inhumée au cimetière du Père-Lachaise (division 41). 